# За часів вовчих законів
«За часів вовчих законів» («Hundiseaduse aegu») — радянський художній фільм 1984 року, знятий режисером Олавом Неуландом на кіностудії «Талліннфільм».

## Сюжет
В основі сюжету — історія кохання Лійзи Пезентак і безстрашного патріота Мелелейва, які пройдуть низку всіляких випробувань, перш ніж знайдуть своє щастя. Дія фільму розгортається у XIV столітті, коли Естонією керував Тевтонський орден.

## У ролях
- Арво Кукумягі — Мелелейв
- Регіна Разума — Лійза Пезентак
- Егон Нутер — Херман Пезентак
- Юрі Крюков — Ханс Меттен
- Хейно Мандрі — Манфред Пезентак
- Юрі Ярвет — вчитель
- Рейн Арен — Воотеле, батьк
- Тоомас Урб — Туннет
- Тене Руубель — Улла
- Тину Карк — зброєносець
- Аго Роо — магістр ордену
- Волдемар Паавел — лісовий мудрець
- Ільмар Таммур — розбійник
- Рудольф Аллаберт — німецький зброєносець
- Енн Краам — помираючий чернець
- Паул Лаасік — епізод
- Іво Лінна — друг Туннета
- Ийє Маасік — мати Мелелейва
- Іво Еенсалу — сільський дурник
- Велло Сарапуу — епізод
- Уно Казенурм — епізод
- Мярт Віснапуу — німецький зброєносець
- Велло Аруойя — епізод
- Урмас Кібуспуу — розбійник
- Антс Вайн — розбійник
- Маргус Табор — німецький зброєносець
- Раймо Пасс — епізод
- Анне Тюрнпуу — епізод
- Ангеліна Семенова — подруга Улли
- Тер'є Пенніе-Колберг — подруга Улли
- Рєеда Тоотс — подруга Улли
- Кійрі Тамм — подруга Улли
- Ева Маллеус — подруга Улли
- Т. Тепленков — лицар
- Степан Маурітс — лицар
- К. Лайпеа — лицар
- Калле Арула — епізод
- Р. Кауна — епізод
- А. Леппоя — епізод

## Знімальна група
- Режисер — Олав Неуланд
- Сценарист — Арво Валтон
- Оператори — Едвард Оя, Віктор Школьников
- Композитор — Свен Грюнберг
- Художник — Прійт Вахер